# Isops ostracomorpha
Isops ostracomorpha är en svampdjursart som beskrevs av Claude Lévi 1989. Isops ostracomorpha ingår i släktet Isops och familjen Geodiidae.
Artens utbredningsområde är havet kring Filippinerna. Inga underarter finns listade i Catalogue of Life.